# Thiên Thị viên

Thiên Thị viên

Thiên Thị viên (天市垣) là một trong tam viên, nhóm sao trong thiên văn cổ Trung Quốc, phân bố xung quanh cực bắc và nhóm sao Bắc đẩu. Chúng được nhìn thấy quanh năm từ các vĩ độ trung bình của bán cầu Bắc.
Thiên Thị viên gồm 19 "tinh quan":
- Thiên Thị Tả Viên (天市左垣, dịch sang tiếng Anh: Left Wall) có 11 sao: Tống (宋), Nam Hải (南海), Yên /Yến (燕), Đông Hải (东海), Từ (徐), Ngô Việt (吴越), Tề (齐), Trung Sơn (中山), Cửu Hà (九河), Triệu (赵), Ngụy (魏)
- Thiên Thị Hữu Viên (天市右垣, dịch sang tiếng Anh: Right Wall) có 11 sao: Hàn (韩), Sở (楚), Lương (梁), Ba (巴), Thục (蜀), Tần (秦), Châu /Chu (周), Trịnh (郑), Tấn (晋), Hà Gian (河间), Hà Trung (河中)
- Thị Lâu (市楼; Municipal Office) có 6 sao
- Xa Tứ (车肆; Commodity Market)có 2 sao
- Tông Chính (宗正; Official for the Royal Clan) có 2 sao
- Tông Nhân (宗人; Official of Religious Ceremonies) có 4 sao
- Tông (宗; Patriarchal Clan) có 2 sao
- Bạch Đạc /Độ (帛度; Textile Ruler) có 2 sao
- Đồ Tứ (屠肆; Butcher's Shops) có 2 sao
- Hầu (候; Astrologer) có 1 sao
- Đế Tòa /Toạ (帝座; Emperor's Seat) có 1 sao
- Hoạn Giả (宦者; Eunuch Official) có 4 sao
- Liệt Tứ (列肆; Jewel Market) có 2 sao
- Đẩu (斗; Dipper for Liquids) có 5 sao
- Hộc (斛; Dipper for Solids) có 4 sao
- Quán Tác (贯索; Coiled Thong) có 9 sao
- Thất Công (七公; Seven Excellencies) có 7 sao
- Thiên Kỷ (天纪; Celestial Discipline) có 9 sao
- Nữ Sàng (女床; Woman's Bed) có 3 sao